# Meigenia grisescens
Meigenia grisescens là một loài ruồi trong họ Tachinidae.